# Устеренка
Устеренка (рос. Устеренка) — село в Цильнинському районі Ульяновської області Російської Федерації.
Населення становить 264 особи. Входить до складу муніципального утворення Новонікулинське сільське поселення.

## Історія
Від 2004 року входить до складу муніципального утворення Новонікулинське сільське поселення.

## Населення
| 2010 |
| ---- |
| 264  |